# Leucoloma calymperaceum
Leucoloma calymperaceum är en bladmossart som först beskrevs av C. Müller, och fick sitt nu gällande namn av Brotherus 1901. Leucoloma calymperaceum ingår i släktet Leucoloma och familjen Dicranaceae. Inga underarter finns listade i Catalogue of Life.